# Special Boat Service
Special Boat Service (SBS) – brytyjska jednostka sił specjalnych przeznaczona do działań na morzu. Administracyjnie podporządkowana jest dowództwu Royal Marines, a operacyjnie Dowódcy Sił Specjalnych (Director Special Forces). Wraz z SAS, SRR i SFSG wchodzi w skład United Kingdom Special Forces.
Oddział wyspecjalizowany jest w działaniach na wodzie, takich jak abordaż, odbijanie statków i platform wiertniczych, minowanie okrętów. SBS operuje również przy brzegu oraz jest zdolny prowadzić samodzielne działania na lądzie (np. działania wywiadowcze, zajmowanie i niszczenie portów). Struktura oddziału wzorowana jest na SAS. Jednostka liczy około 100-200 komandosów, podzielonych na cztery eskadry (C, X, M i Z).

## Historia
SBS swe korzenie wywodzi od działających podczas II wojny światowej formacji Special Boat Section (Commando) i Special Boat Squadron (SAS). Wraz z końcem konfliktu większość brytyjskich jednostek sił specjalnych przeznaczonych do działań morskich została jednak rozwiązana, a ich rolę przejęli Royal Marines. W 1947 roku w ramach struktur RM z weteranów różnych rozwiązanych formacji (m.in. Special Boat Section, RM Detachment 385, Sea Reconnaissance Unit, COPP, RM Boom Patrol Detachment) utworzono Combined Operations Beach and Boats Section − oddział znany później kolejno jako Small Raids Wing, Special Boat Section i Special Boat Squadron. Od 1987 roku nosi obecną nazwę − Special Boat Service.